# 石田東四郎
石田 東四郎（いしだ とうしろう、1912年8月 - 2009年6月25日） は、日本の陸軍軍人。太平洋戦争終結から48年目の1993年、中国河南省南召県から帰国した。

## 人物・来歴
1912年8月、秋田県平鹿郡増田町土肥館（現在の横手市）に生まれる。1929年、満17歳で徴兵され秋田歩兵第17連隊に配属された。1936年、一時除隊し、秋田県庁に勤務する。
1937年、再召集されて中国河南省封丘に渡り、宣撫官として情報収集任務に従事する。戦地から家族に熱心に手紙を送っていたが手紙が途絶え、終戦直前に行方不明となり、国は1963年に石田の戦死を認定する。命日は、第二次世界大戦終戦の日である1945年8月15日とされた。当時の戒名は勇道居士。
石田は、戦時の銃撃により左耳後部に負傷し、聴覚を失い記憶喪失に陥ったまま、襤褸を纏い、物乞い同然の生活を送っていたが、終戦から満1年を経た1946年秋、河南省南召県黒石寨の往来で商売をしていた農民・孫邦俊によって、同県太山廟郷の自宅に保護された。一家は、暮らすための農業を教えたが障害のため身に付くことはなく、半身不随となるが、一家の介護で歩けるようになる。1950年代に戸籍登録が行なわれ、中国名「李同」を得る。1955年に開始した中国政府による残留日本兵の帰還活動に際しても、本名不明のため、帰国はならなかった。1962年の孫邦俊の没後は、子息の孫保傑が保護を続けた。
1972年の日中国交正常化以降、孫保傑は石田を日本に帰すべく奔走し、1989年、方城県に住む日本人・根本利子に石田を引き合わせ、根本が日本への帰還のために活動した。1990年、日本の兵庫県からの播州訪中団が訪れ、石田の情報を持ち帰る。1991年11月、「石田らしい旧日本兵が発見された」と新聞に掲載され、同報が家族の元に届く。
「経済ニュース速報」の副編集長・津田康道がこの旧日本兵を石田であると確信し、1992年、河南省南陽市に渡り本人に面会する。秋田大学法医学研究室によって、1993年2月、DNA型鑑定の結果石田東四郎であることが確認され、同年5月7日、弟の石田小十郎からの書簡が孫保傑に届き、同年6月11日、満80歳で帰国した。
帰国後は増田町に住む妹家族とともに暮らす。「石田東四郎救援委員会」が発足し、1994年10月には増田町が集めた基金により、南召県に「中日友好太増植物園」が建設された。その後、1997年孫保傑は他界した。
2009年6月25日、肺炎のため横手市内の病院で死去した。満97歳没と報道されたが、8月生まれであるならば満96歳没（享年98）。

## 関連事項
- 横井庄一

## 註
1. 1 2 3 4 5  遺棄されたある日本兵の話、寺内重夫、1994年5月付、2010年4月12日閲覧。
2. 1 2 3 4  時空を超えた人道精神、孫東民、人民中国、2010年4月12日閲覧。
3. 1 2 3 4 5 6  石田東四郎氏死去 不明後93年に帰国の元軍属 - mediajam, mediajam, 2010年4月12日閲覧。
4. 1 2 3 4 5 6 7 8  きょうは何の日 6月11日、午後は○○おもいッきりテレビ、日本テレビ放送網、2007年6月11日付、2010年4月12日閲覧。
5. 1 2 3 4 5 6 7 8 9 10 11 12 13  「半世紀にわたり日本の負傷兵を世話したある農民の話」、王浩、人民中国、2010年4月12日閲覧。